# Ígor Plotnitski
Ígor Venedíktovich Plotnitski (en ruso: И́горь Венеди́ктович Плотни́цкий, en ucraniano: Ігор Венедиктович Плотницький) (25 de junio de 1964) es un militar y político ucraniano que se desempeñó como presidente de la autoproclamada República Popular de Lugansk desde el 14 de agosto de 2014 hasta su dimisión el 24 de noviembre de 2017 debido a una crisis política.

## Biografía
Ígor Plotnitski es hijo de Veniamín Plotnitski y Nina Plotnítskaya. Según unas fuentes nació en Kelmentsí, en el óblast de Chernivtsi, en la región de Bucovina (suroeste de Ucrania, en la frontera con Moldavia y Rumanía) y, según otras, nació en Lugansk. Durante su juventud vivió en el poblado de Kelmentsí, donde frecuentó la escuela secundaria. En 1982 se traslada a vivir a Lugansk, donde se alistó en el Ejército Rojo de la URSS. Sirvió en las Fuerzas Armadas de la Unión Soviética, donde alcanzó el rango de mayor, hasta la disolución de ésta en 1991. En 1987 se graduó en el Instituto de Ingeniería de Artillería de Penza. Tras abandonar el Ejército, entre 1992 y 1996 trabajó en varias empresas como gerente y director adjunto de asuntos comerciales. Entre 1996 y 2002 Plótnitski organizó y dirigió una empresa privada dedicada al comercio de combustibles y lubricantes. Entre 2004 y 2012 trabajó en la Inspección Regional para la Protección de los Derechos del Consumidor, donde ocupó diversos puestos directivos.

## República Popular de Lugansk
Durante el conflicto del este de Ucrania, Plotnitski fue nombrado ministro de Defensa de la República Popular de Lugansk, el 21 de mayo de 2014. El 14 de agosto fue nombrado presidente de la República tras la renuncia de Valeri Bólotov. En septiembre del mismo año Plótnitski negoció y firmó el Protocolo de Minsk en la calidad de representante de la República Popular de Lugansk, en lo cual fue acordado un memorándum sobre un plan de paz para resolver el conflicto político-militar que vive el este de Ucrania. El 2 de noviembre de 2014 Plótnitski ganó las elecciones generales de la República Popular de Lugansk con el 63,08% de los votos, revalidando así su mandato.
En noviembre de 2014 Plótnitski desafió a Petró Poroshenko, el presidente de Ucrania, a un duelo de acuerdo con antiguas tradiciones eslavas y cosacas, en una carta abierta que sugería diversos medios de resolución de la crisis en curso en el país. En esta carta, Plótnitski dijo que quien ganase ese duelo dictaría sus términos al adversario y que Poroshenko podría elegir la ubicación para el duelo, así como el arma para ser utilizada y sugirió que el duelo podría ser transmitido en vivo por televisión. Plótinski dijo que si ganase el duelo comenzaría por poner fin a todas las acciones militares del Ejército ucraniano en el este del país, forzando así a la retirada de todos los grupos armados. Poroshenko no se pronunció respecto a la propuesta del líder independentista. -elecciones efectuadas sin censos y con ausencia de observadores internacionales-.
En su primer decreto después de las elecciones en Lugansk, Plotnitski ordenó que se proporcionase asistencia económica a los huérfanos cuyos padres murieron a consecuencia de las operaciones conducidas por el Fuerzas Armadas de Ucrania y por la Guardia Nacional.
El 30 de octubre de 2014, Ígor Plótnitski fue acusado por el Abogado General de Ucrania de secuestrar a Nadiya Sávchenko, una aviadora ucraniana, sometiéndola a interrogatorios que se prolongaron durante varios días. Este secuestro se habría producido en un choque armado entre las milicias de Lugansk y el Batallón Aidar, fiel al gobierno de Kiev. Según el Comité de Investigación de Rusia, la aviadora cruzó la frontera entre Rusia y Ucrania como una refugiada sin documentos y fue detenida en territorio ruso, en conformidad con la legislación de este país, por sospechas de complicidad en el asesinato de los periodistas rusos Ígor Kornelyuk y Antón Voloshin.
El 22 de noviembre de 2017, los medios rusos que citaban fuentes no oficiales declararon que había sido derrocado por el exministro del Interior el 21 de noviembre de 2017 y que había huido a Rusia, mientras que otros medios rusos informaron que no había abandonado Lugansk. El 24 de noviembre de 2017, un sitio web separatista declaró que Plotnitsky se había retirado de la presidencia citando problemas de salud: "Por razones de salud. Múltiples heridas de guerra, los efectos de las heridas por explosión pasaron factura".  El sitio web declaró que el ministro de seguridad Leonid Pasechnik había sido nombrado líder interino "hasta las próximas elecciones".  Se declaró que Plotnitsky se convertiría en el representante del separatista en el proceso de Minsk.  El propio Plotnitsky no emitió una declaración pública el 24 de noviembre de 2017.  Al día siguiente, los 38 miembros del Consejo Popular del autoproclamado estado aprobaron por unanimidad la renuncia de Plotnitsky.

## Vida privada
Plotnitski está casado y tiene una hija. Reside con su familia en la ciudad de Lugansk.